# María Teresa Lozano Imízcoz
María Teresa Lozano Imízcoz (Pamplona, 31 de julho de 1946) é uma matemática espanhola.
Graduada em matemática em 1969 na Universidade de Zaragoza, onde obteve um doutorado em 1974. Esteve no pós-doutorado na Universidade de Wisconsin-Madison. Retornou para a Espanha em 1978, tornando-se professora da Universidade de Zaragoza.
Em 2006 foi eleita membro da Real Academia de Ciencias Exactas, Físicas y Naturales. Recebeu a medalha da Real Sociedad Matemática Española de 2016.